# Vedran Muratović
Pour les articles homonymes, voir Muratović.
Vedran Muratović est un footballeur croate né le 4 octobre 1983 à Zagreb.
Il évolue au poste d'attaquant et mesure 1,80 m pour 77 kg.

## Carrière
- 2000-2003 : Dinamo Zagreb  Croatie
- 2003-2004 : Kamen Ingrad  Croatie
- 2004-2005 : NK Slaven Belupo  Croatie
- 2005-2006 : Vihren Sandanski  Bulgarie
- 2006-2007 : OFI Crète  Grèce
- 2007-2008 : Entente SSG  France
- 2008-2010 : NK Čelik Zenica  Bosnie-Herzégovine